# Eerste klasse (2022/2023)
Belgian Pro League 2022/2023 (nl: Eerste klasse; fr.: Championnat de Belgique de football; de: Pro League) (oficjalnie znana jako Professional Football 1A, ze względów sponsorskich znana jako Jupiler Pro League) była 120. edycją najwyższej klasy rozgrywkowej piłki nożnej w Belgii.
Brało w niej udział 18 drużyn, które w okresie od 22 lipca 2022 do 4 czerwca 2023 rozegrały w dwóch fazach 40 kolejek meczów.
Obrońcą tytułu była drużyna Club Brugge. Mistrzostwo po raz piąty w historii zdobyła drużyna Royal Antwerp.
Zmieniono nazwy lig, First Division A i First Division B zostały przemianowane odpowiednio na Jupiler Pro League i Challenger Pro League.

## Format rozgrywek
Rozgrywki składają się z dwóch faz. W pierwszej drużyny grają ze sobą dwukrotnie, raz u siebie i raz na wyjeździe. Po sezonie zasadniczym cztery najlepsze zespoły kwalifikują się do barażu, potocznie zwanego „Play-offs I”, o mistrzostwo i europejskie puchary.
Drużyny z miejsc od 5 do 8 tworzą grupę „Play-offs II” i grają o baraż o Ligę Konferencyjnej Europy z czwartą drużyną Play-offs I.
Nie dotyczy to sytuacji, gdy zdobywca Pucharu Belgii gra w grupie mistrzowskiej, wówczas wszystkie cztery drużyny z tej grupy kwalifikują się do rozgrywek europejskich, dzięki czemu zwycięzca Play-offs II zostaje bezpośrednio zakwalifikowany do Ligi Konferencji.
Punkty zdobyte w sezonie zasadniczym zostają zmniejszone o połowę i zaokrąglone w górę. Zespoły ponownie spotykają się dwukrotnie, raz u siebie i raz na wyjeździe.
Sezon 2022/23 to trzeci i ostatni sezon po reorganizacji ligi po COVID-19. Pro League powraca do „starego” formatu. Liczba drużyn zostaje zmniejszona z 18 do 16, dlatego z ligi spadają bezpośrednio trzy zespoły.

## Drużyny
| Uczestnicy poprzedniej edycji | Uczestnicy poprzedniej edycji | Uczestnicy poprzedniej edycji | Uczestnicy poprzedniej edycji |
| --- | ----------------------------- | ----------------------------- | ----------------------------- |
| CLB | Club Brugge                   | Brugia                        | 1                             |
| USG | Union SG                      | Saint-Gilles                  | 2                             |
| AND | RSC Anderlecht                | Anderlecht                    | 3                             |
| ANT | Royal Antwerp                 | Antwerpia                     | 4                             |
| KAA | KAA Gent                      | Gandawa                       | 5                             |
| GNK | KRC Genk                      | Genk                          | 6                             |
| CHA | Charleroi                     | Charleroi                     | 7                             |
| KVM | KV Mechelen                   | Mechelen                      | 8                             |
| STR | Sint-Truiden                  | Sint-Truiden                  | 9                             |
| CER | Cercle Brugge                 | Brugia                        | 10                            |
| OHL | OH Leuven                     | Heverlee                      | 11                            |
| OOS | KV Oostende                   | Ostenda                       | 12                            |
| KVK | Kortrijk                      | Kortrijk                      | 13                            |
| STL | Standard Liège                | Liège                         | 14                            |
| EUP | KAS Eupen                     | Eupen                         | 15                            |
| ZWA | SV Zulte Waregem              | Waregem                       | 16                            |
| po barażach |                               |                               |                               |
| SER | Seraing                       | Seraing                       | 17                            |
| Awans z 1B Pro League |                               |                               |                               |
| WES | KVC Westerlo                  | Westerlo                      | 1                             |
| Oznaczenia: - kolumna pierwsza – skróty nazw drużyn, - kolumna trzecia – siedziba klubu, - kolumna czwarta – miejsce zajęte w poprzednim sezonie. |                               |                               |                               |

## Faza zasadnicza

### Tabela
| Lp. | Drużyna           | M  | Z  | R  | P  | B+ | B– | +/– | Pkt | Kwalifikacja lub spadek         |
| --- | ----------------- | -- | -- | -- | -- | -- | -- | --- | --- | ------------------------------- |
| 1   | Genk (Z)          | 34 | 23 | 6  | 5  | 78 | 37 | +41 | 75  | play-offs I                     |
| 2   | Royal Union SG    | 34 | 23 | 6  | 5  | 70 | 41 | +29 | 75  | play-offs I                     |
| 3   | Royal Antwerp     | 34 | 22 | 6  | 6  | 59 | 26 | +33 | 72  | play-offs I                     |
| 4   | Club Brugge       | 34 | 16 | 11 | 7  | 61 | 36 | +25 | 59  | play-offs I                     |
| 5   | Gent              | 34 | 16 | 8  | 10 | 64 | 38 | +26 | 56  | play-offs II                    |
| 6   | Standard Liège    | 34 | 16 | 7  | 11 | 58 | 45 | +13 | 55  | play-offs II                    |
| 7   | Westerlo          | 34 | 14 | 9  | 11 | 61 | 53 | +8  | 51  | play-offs II                    |
| 8   | Cercle Brugge     | 34 | 13 | 11 | 10 | 50 | 46 | +4  | 50  | play-offs II                    |
| 9   | Royal Charleroi   | 34 | 14 | 6  | 14 | 45 | 52 | −7  | 48  |                                 |
| 10  | OH Leuven         | 34 | 13 | 9  | 12 | 56 | 48 | +8  | 48  |                                 |
| 11  | Anderlecht        | 34 | 13 | 7  | 14 | 49 | 46 | +3  | 46  |                                 |
| 12  | Sint-Truiden      | 34 | 11 | 9  | 14 | 37 | 40 | −3  | 42  |                                 |
| 13  | Mechelen          | 34 | 11 | 7  | 16 | 49 | 63 | −14 | 40  |                                 |
| 14  | Kortrijk          | 34 | 8  | 7  | 19 | 37 | 61 | −24 | 31  |                                 |
| 15  | Eupen             | 34 | 7  | 7  | 20 | 40 | 75 | −35 | 28  |                                 |
| 16  | Oostende (S)      | 34 | 7  | 6  | 21 | 37 | 76 | −39 | 27  | spadek do Challenger Pro League |
| 17  | Zulte Waregem (S) | 34 | 6  | 9  | 19 | 50 | 78 | −28 | 27  | spadek do Challenger Pro League |
| 18  | Seraing (S)       | 34 | 5  | 5  | 24 | 28 | 68 | −40 | 20  | spadek do Challenger Pro League |

1. ↑  Zwycięzca sezonu regularnego ma zapewniony występ w drugiej rundzie kwalifikacyjnej Ligi Konferencji Europy UEFA.

### Wyniki
| Gospodarz \ Gość | AND | ANT | CER | CHA | CLU | EUP | GNK | GNT | KVK | KVM | OHL | OOS | SER | STR | STA | USG | WES | ZWA |
| ---------------- | --- | --- | --- | --- | --- | --- | --- | --- | --- | --- | --- | --- | --- | --- | --- | --- | --- | --- |
| Anderlecht       |     | 0–0 | 2–0 | 0–1 | 0–1 | 4–2 | 0–2 | 0–1 | 4–1 | 2–3 | 2–2 | 2–0 | 3–1 | 3–1 | 2–2 | 1–3 | 0–0 | 2–3 |
| Royal Antwerp    | 0–0 |     | 2–1 | 0–1 | 0–0 | 2–0 | 1–3 | 2–0 | 1–0 | 5–0 | 4–2 | 3–0 | 2–1 | 2–0 | 4–1 | 4–2 | 3–0 | 1–0 |
| Cercle Brugge    | 1–0 | 0–2 |     | 4–1 | 2–2 | 5–1 | 1–1 | 3–2 | 2–0 | 0–0 | 2–1 | 2–2 | 3–1 | 3–1 | 1–1 | 1–1 | 0–1 | 1–1 |
| Royal Charleroi  | 0–1 | 1–0 | 2–1 |     | 1–3 | 3–1 | 2–2 | 2–1 | 2–2 | 0–5 | 0–1 | 1–3 | 3–0 | 1–0 | 0–1 | 0–1 | 2–3 | 3–2 |
| Club Brugge      | 1–1 | 2–2 | 4–0 | 2–2 |     | 7–0 | 3–2 | 2–0 | 2–1 | 3–0 | 1–1 | 4–2 | 2–0 | 3–0 | 2–0 | 1–1 | 0–2 | 1–1 |
| Eupen            | 0–1 | 0–1 | 2–2 | 1–2 | 2–1 |     | 1–1 | 0–4 | 0–1 | 2–1 | 4–2 | 4–4 | 1–3 | 0–2 | 2–0 | 1–2 | 1–1 | 1–5 |
| Genk             | 5–2 | 0–1 | 2–1 | 4–1 | 3–1 | 4–2 |     | 1–0 | 2–1 | 3–1 | 2–1 | 3–0 | 2–0 | 0–0 | 3–1 | 1–2 | 6–1 | 1–0 |
| Gent             | 1–0 | 1–2 | 3–4 | 0–0 | 2–0 | 3–0 | 2–3 |     | 2–1 | 3–0 | 2–0 | 1–2 | 2–1 | 1–1 | 0–0 | 1–1 | 2–1 | 2–0 |
| Kortrijk         | 2–2 | 2–1 | 1–1 | 0–1 | 1–0 | 0–0 | 1–0 | 0–4 |     | 1–4 | 0–2 | 2–2 | 3–2 | 0–0 | 0–1 | 2–4 | 0–2 | 1–3 |
| Mechelen         | 1–3 | 0–2 | 1–1 | 2–2 | 0–3 | 2–1 | 2–2 | 1–1 | 3–2 |     | 0–0 | 2–1 | 2–3 | 1–0 | 2–0 | 3–0 | 5–4 | 2–2 |
| OH Leuven        | 0–2 | 1–1 | 0–0 | 3–2 | 0–3 | 1–1 | 0–1 | 1–1 | 2–3 | 4–1 |     | 2–1 | 5–0 | 1–1 | 3–2 | 0–3 | 2–0 | 4–2 |
| Oostende         | 0–2 | 0–3 | 1–2 | 0–0 | 3–0 | 1–0 | 1–2 | 1–3 | 3–1 | 2–1 | 0–4 |     | 1–2 | 0–1 | 1–3 | 1–6 | 1–2 | 2–1 |
| Seraing          | 0–1 | 0–2 | 0–1 | 0–1 | 0–2 | 0–1 | 0–4 | 0–5 | 0–1 | 0–2 | 2–1 | 1–1 |     | 1–2 | 1–1 | 1–2 | 1–1 | 1–1 |
| Sint-Truiden     | 0–3 | 0–1 | 0–1 | 2–1 | 1–1 | 0–1 | 2–2 | 0–3 | 1–0 | 3–1 | 0–0 | 5–0 | 2–1 |     | 1–2 | 1–1 | 0–1 | 2–0 |
| Standard Liège   | 5–0 | 3–0 | 2–0 | 3–1 | 3–0 | 3–1 | 2–0 | 2–2 | 0–2 | 2–0 | 1–3 | 1–0 | 0–2 | 1–1 |     | 2–3 | 2–0 | 2–2 |
| Royal Union SG   | 2–1 | 2–0 | 2–1 | 1–0 | 2–2 | 2–1 | 1–2 | 2–0 | 2–1 | 2–1 | 1–0 | 3–0 | 2–1 | 2–1 | 2–4 |     | 1–1 | 4–0 |
| Westerlo         | 2–1 | 3–3 | 2–0 | 2–3 | 0–0 | 0–1 | 2–3 | 3–3 | 3–1 | 2–0 | 1–2 | 6–0 | 2–2 | 2–3 | 4–2 | 4–2 |     | 2–0 |
| Zulte Waregem    | 3–2 | 0–2 | 2–3 | 1–3 | 1–2 | 5–5 | 1–4 | 2–6 | 3–3 | 2–0 | 2–5 | 1–1 | 2–0 | 0–3 | 0–3 | 1–3 | 1–1 |     |

1. ↑  Mecz pomiędzy Royal Charleroi i Mechelen, który odbył się 12 listopada 2022, został przerwany w 67. minucie po wyniku 1-0 po zamieszkach wśród widzów[6]. 17 marca 2023, komisja dyscyplinarna podjęła decyzję o konieczności powtórzenia meczu, gdyż sędzia Jan Boterberg w swoim protokole dopuścił się błędów proceduralnych[7]. Po apelacji 11 kwietnia 2023 BAS zdecydował, że KV Mechelen wygrał walkowerem 5-0[8].
2. ↑  Mecz pomiędzy Eupen i Genk, który miał odbyć się 20 stycznia 2023, został odwołany z powodu opadów śniegu[9]. Mecz odbył się 1 lutego 2023[10][11]. Mecz przełożony z 20 stycznia 2023 na 1 lutego 2023 z powodu opadów śniegu.
3. ↑  Mecz pomiędzy Standard Liège i Anderlecht, który odbył się 23 października 2022, został przerwany w 64. minucie przy wyniku 3-1 po powtarzających się zamieszkach z kibicami[12][13]. 22 grudnia 2022 Rada Dyscyplinarna zdecydowała, że Standard Liège wygrał walkowerem 5-0[14].

## Faza finałowa
| Play-off I  |                      |   |   |   |   |    |    |     |    |    |                                                        |  |     |     |     |     |     |     |     |     |
| 1           | Royal Antwerp (M, P) | 6 | 3 | 2 | 1 | 10 | 8  | +2  | 36 | 47 | Liga Mistrzów UEFA • Runda play-off                    |  |     | 2–1 | 1–1 | 3–2 |     |     |     |     |
| 2           | Genk (Z)             | 6 | 2 | 2 | 2 | 10 | 10 | 0   | 38 | 46 | Liga Mistrzów UEFA • III runda kwalifikacyjna          |  | 2–2 |     | 1–1 | 3–1 |     |     |     |     |
| 3           | Royal Union SG       | 6 | 2 | 2 | 2 | 8  | 8  | 0   | 38 | 46 | Liga Europy UEFA • Runda play-off                      |  | 0–2 | 3–0 |     | 1–3 |     |     |     |     |
| 4           | Club Brugge          | 6 | 2 | 0 | 4 | 10 | 12 | −2  | 30 | 36 | Liga Konferencji Europy UEFA • II runda kwalifikacyjna |  | 2–0 | 1–3 | 1–2 |     |     |     |     |     |
| Play-off II |                      |   |   |   |   |    |    |     |    |    |                                                        |  |     |     |     |     |     |     |     |     |
| 5           | Gent                 | 6 | 5 | 1 | 0 | 17 | 6  | +11 | 28 | 44 | Liga Konferencji Europy UEFA • II runda kwalifikacyjna |  |     |     |     |     |     | 2–2 | 3–1 | 3–1 |
| 6           | Cercle Brugge        | 6 | 3 | 2 | 1 | 13 | 9  | +4  | 25 | 36 |                                                        |  |     |     |     |     | 0–4 |     | 0–0 | 2–0 |
| 7           | Standard Liège       | 6 | 0 | 2 | 4 | 4  | 14 | −10 | 28 | 30 |                                                        |  |     |     |     | 1–2 | 0–4 |     | 2–2 |     |
| 8           | Westerlo             | 6 | 1 | 1 | 4 | 10 | 15 | −5  | 26 | 30 |                                                        |  |     |     |     | 1–3 | 3–5 | 3–0 |     |     |

1. 1 2  Końcowe miejsce w sezonie zasadniczym: Genk 1, Union SG 2.
2. 1 2  Końcowe miejsce w sezonie zasadniczym: Standard Liège 6, Westerlo 7.

## Najlepsi strzelcy
| Bramki | Strzelcy               | Drużyna        |
| ------ | ---------------------- | -------------- |
| 27     | Hugo Cuypers           | Gent           |
| 22     | Ayase Ueda             | Cercle Brugge  |
| 18     | Gianni Bruno           | Sint-Truiden   |
| 18     | Vincent Janssen        | Antwerp        |
| 17     | Joseph Paintsil        | Genk           |
| 16     | Paul Onuachu           | Genk           |
| 15     | Gift Orban             | Gent           |
| 14     | Hans Vanaken           | Club Brugge    |
| 13     | Nene Dorgeles          | Westerlo       |
| 13     | Mario González         | OH Leuven      |
| 13     | Ferran Jutglà          | Club Brugge    |
| 12     | Simon Adingra          | Royal Union SG |
| 12     | Zinho Gano             | Zulte Waregem  |
| 12     | Jón Dagur Þorsteinsson | OH Leuven      |

Źródło.

## Stadiony
| Anderlecht                  |
| --------------------------- |
| Stade Constant Vanden Stock |
|                             |

| Antwerp       |
| ------------- |
| Bosuilstadion |
|               |

| Cercle Brugge Club Brugge |
| ------------------------- |
| Jan Breydel Stadion       |
|                           |

| Royal Charleroi            |
| -------------------------- |
| Stade du Pays de Charleroi |
|                            |

| Eupen           |
| --------------- |
| Kehrweg-Stadion |
|                 |

| Genk         |
| ------------ |
| Cegeka Arena |
|              |

| Gent           |
| -------------- |
| Ghelamco Arena |
|                |

| Kortrijk             |
| -------------------- |
| Guldensporen Stadion |
|                      |

| Mechelen          |
| ----------------- |
| Achter de Kazerne |
|                   |

| Oostende   |
| ---------- |
| Diaz Arena |
|            |

| OH Leuven         |
| ----------------- |
| Stadion Den Dreef |
|                   |

| Union SG            |
| ------------------- |
| Stade Joseph Marien |
|                     |

| Seraing         |
| --------------- |
| Stade du Pairay |
|                 |

| Sint-Truiden |
| ------------ |
| Stayen       |
|              |

| Standard Liège         |
| ---------------------- |
| Stade Maurice Dufrasne |
|                        |

| Westerlo   |
| ---------- |
| Het Kuipje |
|            |

| Zulte Waregem    |
| ---------------- |
| Regenboogstadion |
|                  |

Źródło..